# Faculté des sciences humaines et sociales (Bénin)
La faculté des sciences humaines et sociales (Fashs) est une unité de formation et de recherche qui fait partie de l'université d'Abomey-Calavi. Tout comme la Faculté des lettres, langues, arts et communications, elle est une émanation de la scission de la faculté des lettres, arts et sciences humaines (FLASH) en deux entités distinctes. La fashs est un établissement public de formation générale, académique, professionnelle et de recherche dont les enseignements donnés dans chacun des départements sont orientés vers la formation de culture générale, académique et de compétences spécifiques. La fashs à le jour par l’arrêté n°2016-731/MESRS/DC/SGM/SA/SGG16 du 18 octobre 2016,.

## Direction et composition
La faculté des sciences humaines et sociales est dirigée par une équipe composée d'un doyen et d'un vice-doyen nommés en conseil des ministres par le gouvernement du Bénin,. Dans cette faculté, on retrouve les départements de géographie et aménagement du territoire, d'histoire et archéologie, de sociologie-Anthropologie, de psychologie et sciences de l’éducation et de philosophie.

### Articles connexes

Trois bâtiments modernes en béton de plusieurs étages de l'université